# Rząd Ignacego Daszyńskiego
Rząd Ignacego Daszyńskiego – rada ministrów pod przewodnictwem Ignacego Daszyńskiego, powołana 7 listopada 1918 r.  w Lublinie przez działaczy lewicy niepodległościowej, w okresie 7–14.11.1918 działająca jako Tymczasowy Rząd Ludowy Republiki Polskiej określany również jako „rząd lubelski” oraz „rząd ludowy”, następnie ponownie desygnowana przez Józefa Piłsudskiego jako Rząd Republiki Polskiej, funkcjonujący w okresie 14–17.11.1918. Większość członków rządu Daszyńskiego stanowili działacze PPS oraz PSL „Wyzwolenie”. Siedzibą rządu był pałac Lubomirskich przy placu Litewskim w Lublinie − wcześniej siedziba austro-węgierskiego Generalnego Gubernatorstwa Wojskowego.
Rząd Daszyńskiego stanowił przez cały okres swojego istnienia ośrodek władzy konkurencyjny wobec prowizorium rządowego Władysława Wróblewskiego powołanego przez Radę Regencyjną w Warszawie, a także wobec szeregu innych, lokalnych ośrodków władzy. Dymisja rządu lubelskiego nastąpiła 11 listopada 1918 r., na ręce Józefa Piłsudskiego, jednak w swoim dekrecie z 14 listopada powierzył on ponownie Daszyńskiemu misję tworzenia rządu. Po jej niepowodzeniu, 17 listopada zarówno Daszyński jak i Wróblewski ustąpili, kładąc kres dwuwładzy, a następnie Piłsudski powołał Jędrzeja Moraczewskiego, któremu powierzył kierownictwo sformowanego przez Daszyńskiego rządu.

## Geneza
Rozpad Austro-Węgier i przewidywana klęska Cesarstwa Niemieckiego w 1918 r. przyspieszyła działania różnych ośrodków politycznych na rzecz objęcia władzy na terytorium Polski. Podczas obrad konspiracyjnego XIV Zjazdu Polskiej Partii Socjalistycznej we wrześniu 1918 r. uchwalono, iż należy dążyć do usunięcia okupacji i „stworzenia zjednoczonej i niepodległej republiki ludowej, w której klasa robotnicza przystąpi do realizacji socjalistycznego programu społecznego”.
Tymczasem stworzona przez okupantów Rada Regencyjna 7 października 1918 roku proklamowała niepodległość Polski. W dniu 19 października powstała Rada Narodowa Księstwa Cieszyńskiego, zaś 28 października w Krakowie Polska Komisja Likwidacyjna z udziałem Wincentego Witosa oraz Ignacego Daszyńskiego, którzy pokrzyżowali Radzie Regencyjnej próbę podporządkowania Galicji. 4 listopada rząd Rady Regencyjnej próbował odmówić jej posłuszeństwa, występując 
z odezwą: Rząd narodowy, w większości swej z przedstawicieli pracującego ludu złożony, powstać powinien bezzwłocznie.
W nocy z 1 na 2 listopada w mieszkaniu Artura Śliwińskiego, działacza Stronnictwa Niezawisłości Narodowej, podczas zebrania działaczy niepodległościowych podjęto decyzję o stworzeniu rządu ogólnokrajowego przeciw środowiskom konserwatywnym Rady Regencyjnej. Zdecydowano się na Lublin z uwagi na spodziewaną likwidację okupacji austro-węgierskiej. W dniu 6 listopada większość członków mającego się utworzyć rządu przybyła do Lublina.

## Skład
Przed przyjazdem Witosa i Daszyńskiego w dniu 7 listopada do Lublina, rozplakatowany został „Komunikat” nr 91, zawierający niepełny skład rządu. Dopiero na konstytuującym zebraniu ministrów, odbytym w nocy z 7 na 8 listopada, formalnie ustalono skład rządu, ogłoszony w „Komunikacie” nr 92. Na posiedzeniu tym nieobecni byli Jędrzej Moraczewski, Gabriel Dubiel i Błażej Stolarski, zaś Wincenty Witos opuścił posiedzenie w trakcie. Informację o odmowie udziału w rządzie lubelskim po powrocie do Galicji Witos przekazał Polskiej Agencji Telegraficznej.
| Funkcja                                                                  | Zdjęcie | Imię i nazwisko                            | Przynależność partyjna                  |
| ------------------------------------------------------------------------ | ------- | ------------------------------------------ | --------------------------------------- |
| premier minister spraw zewnętrznych minister sprawiedliwości (zastępczo) |         | Ignacy Daszyński                           | Polska Partia Socjalno-Demokratyczna    |
| minister spraw wewnętrznych                                              |         | Stanisław Thugutt                          | Polskie Stronnictwo Ludowe „Wyzwolenie” |
| minister informacji i propagandy                                         |         | Wacław Sieroszewski                        | Stronnictwo Niezawisłości Narodowej     |
| minister pracy i opieki społecznej                                       |         | Tomasz Arciszewski                         | Polska Partia Socjalistyczna            |
| minister robót publicznych                                               |         | Marian Malinowski                          | Polska Partia Socjalistyczna            |
| minister rolnictwa minister aprowizacji (zastępczo)                      |         | Juliusz Poniatowski                        | Polskie Stronnictwo Ludowe „Wyzwolenie” |
| minister kooperatyw minister skarbu (zastępczo)                          |         | Medard Downarowicz                         | Stronnictwo Niezawisłości Narodowej     |
| minister wojny                                                           |         | Edward Rydz-Śmigły                         | Konwent Organizacji A                   |
| minister bez teki                                                        |         | Tomasz Nocznicki                           | Polskie Stronnictwo Ludowe „Wyzwolenie” |
| minister bez teki                                                        |         | Bronisław Ziemięcki                        | Polska Partia Socjalistyczna            |
| minister poczty i komunikacji                                            |         | Jędrzej Moraczewski (nieobecny w Lublinie) | Polska Partia Socjalno-Demokratyczna    |
| minister oświaty                                                         |         | Gabriel Dubiel                             | Polskie Stronnictwo Ludowe "Piast"      |
| minister przemysłu                                                       |         | stanowisko nieobsadzone                    |                                         |

## Program

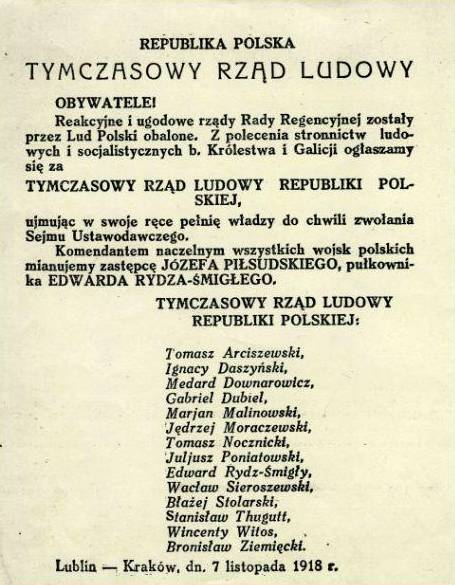
Jeden z afiszy proklamujących powstanie Rządu Ludowego rozklejanych w nocy z 6 na 7 listopada (jeszcze z nazwiskiem Witosa)

Rząd grupował przede wszystkim przedstawicieli lewicy – PPS, PPSD oraz PSL „Wyzwolenie”. Dlatego program rządu można określić jako lewicowy, ale niekomunistyczny – przemiany miały nastąpić nie w drodze rewolucji, ale reform parlamentarnych.
Ogłoszony w Manifeście program rządu adresowany był do „Ludu Polskiego”, do chłopa, robotnika i żołnierza. W słowach, które dla ludzi prawicy były zwiastunem nadciągającej społecznej rewolucji, apelował: „Jeżeli chcesz zająć należne ci miejsce w rodzinie wolnych narodów, jeśli chcesz sam być gospodarzem na swojej własnej ziemi, to musisz w swoje ręce ująć władzę w Polsce, musisz sam budować gmach niepodległej i zjednoczonej Ludowej Rzeczypospolitej Polskiej”. Manifest nie wzywał jednak do czynów gwałtownych, i jeśli istotnie rewolucję zapowiadał, to jedynie „rewolucję w majestacie prawa”. Reformy społeczne, których projekty znalazły się w Manifeście, miały być dopiero w przyszłości rozpatrzone i ewentualnie uchwalone przez parlament Rzeczypospolitej.
W swoim Manifeście rząd ten pretendował do miana ogólnopolskiego, nie dzielnicowego, ogłaszając:

Państwo polskie, obejmujące sobą wszystkie ziemie, zamieszkałe przez lud polski, z własnym wybrzeżem morskim, stanowić ma po wszystkie czasy Polską Republikę Ludową

 W swoim programie politycznym wymieniał:
- natychmiastowe rozwiązanie Rady Regencyjnej,
- zapowiadał zwołanie jeszcze w tym roku Sejmu Ustawodawczego wybranego w demokratycznych wyborach, który obierze Prezydenta;
- całkowite polityczne i obywatelskie równouprawnienie wszystkich obywateli bez różnicy pochodzenia, wiary i narodowości, wolność sumienia, druku, słowa, zgromadzeń, pochodów, zrzeszeń, związków zawodowych i strajków;
- uznanie wszystkich donacji i majoratów jak również lasów zarówno prywatnych i dawnych rządowych własnością państwową;
- ustalał w przemyśle, rzemiosłach i handlu 8-godzinny dzień pracy. Zapowiadał utworzenie armii oraz szeroki program reform, w tym nacjonalizację przemysłu, a także reformy rolne oraz stworzenie ram ochrony socjalnej pracowników.
- zapowiadał po ukonstytuowaniu władz rządowych powołanie demokratycznych rad gminnych, sejmików powiatowych i samorządów miejskich, jak również do zorganizowanie milicji ludowej[13]
- wskazywał na konieczność zapewnienia taniej żywności w oparciu o organizacje samorządowe i społeczne.

Ponadto rząd zapowiadał wniesienie pod obrady Sejmu ustawodawczego:
- przymusowego wywłaszczenia i zniesienia wielkiej i średniej własności ziemskiej i oddanie jej w ręce ludu pracującego pod kontrolą państwową;
- upaństwowienia kopalń, salin, przemysłu naftowego, dróg komunikacyjnych oraz innych działów przemysłu, gdzie się to da od razu uczynić;
- udziału robotników w administracji tych zakładów przemysłowych, które nie zostaną od razu upaństwowione;
- prawo o ochronie pracy, ubezpieczeniu od bezrobocia, chorób i na starość;
- konfiskaty kapitałów, powstałych w czasie wojny ze zbrodniczej spekulacji artykułami pierwszej potrzeby i dostaw do wojska;
- wprowadzenie powszechnego, obowiązkowego i bezpłatnego świeckiego nauczania szkolnego.

Był to najradykalniejszy w okresie międzywojennym program rządowy.

## Działania
Dzięki oddziałom Polskiej Organizacji Wojskowej rząd Daszyńskiego przejął kontrolę nad Lublinem oraz częścią obszaru okupacji austro-węgierskiej. Likwidując organy Rady Regencyjnej internowano Juliusza Zdanowskiego, Komisarza Generalnego Rządu, oraz generała Kajetana Olszewskiego, szefa inspektoratu Wojska Polskiego w Lublinie.
W komunikacie nr 92 z 8 listopada 1918 r. podano, że rząd powołał komisarzy rządowych w powiatach dąbrowskim, radomskowskim, janowskim, hrubieszowskim, chełmskim, opatowskim, opoczyńskim, iłżeckim, lubartowskim, sandomierskim, zamojskim i tomaszowskim oraz w Skarżysku i Ostrowcu. Natomiast w komunikacie nr 96 z 19 listopada 1918 r. poinformowano także o mianowaniu Władysława Kunickiego na stanowisko komisarza ludowego dla Lublina i powiatu lubelskiego.
Ponadto powołano komisarzy w powiecie biłgorajskim i w Radomiu. Franciszek Loeffler, powołany na stanowisko komisarza rządowego w Kielcach, początkowo miał problemy z objęciem swojej funkcji z powodu oporu oddziału Wojska Polskiego, wiernego Radzie Regencyjnej. Komisarze rządowi mieli być również powołani w powiatach opatowskim, ostrołęckim i łomżyńskim.
Rząd lubelski nie zdołał jednak narzucić swojej władzy całemu obszarowi byłej okupacji austriackiej. Istniał bowiem bardzo krótko i z widowni politycznej ustąpił w dniu 11 listopada 1918 r. Uczynił to na wezwanie Józefa Piłsudskiego, który został uwolniony z twierdzy magdeburskiej i w dniu poprzednim przybył do Warszawy.
Działając pod zastępczym kierownictwem Stanisława Thugutta, minister pracy Tomasz Arciszewski wydał jeszcze 17 listopada 1918 r. dekrety o ośmiogodzinnym dniu roboczym oraz w sprawie warunków służbowych minimalnych dla niższej służby folwarcznej.

## Poparcie
Rząd lubelski poparła Rada Komisarzy Ludowych Zagłębia Dąbrowskiego, jak również struktury w Łodzi i Płocku.

## Formowanie rządu ludowego w Warszawie
Po powrocie Józefa Piłsudskiego z Magdeburga dzień 11 listopada był dniem wielkiej „gwiaździstej” manifestacji i strajku powszechnego PPS w Warszawie na rzecz poparcia rządu Daszyńskiego. Wówczas to delegacja PPS z Tadeuszem Szturm de Sztremem, Zygmuntem Zarembą, chciała wręczyć Józefowi Piłsudskiemu czerwony sztandar. Piłsudski odmówił stwierdzając, że „ma obowiązek działania w imieniu całego narodu”. W tym dniu spontanicznie młodzież, Polska Organizacja Wojskowa, dowborczycy, Wojsko Polskie oraz Milicja Ludowa PPS dokonywały rozbrajania żołnierzy niemieckich. Rada Regencyjna w obliczu tych wydarzeń przekazała Piłsudskiemu władzę nad wojskiem.
12 listopada Ignacy Daszyński udał się wraz z częścią rządu do Warszawy i złożył dymisję na ręce Józefa Piłsudskiego.
13 listopada odbyła się kolejna blisko 50 tys. demonstracja PPS, w trakcie której przemówił Ignacy Daszyński. Demonstranci udali się następnie Plac Zamkowy i zawiesili czerwony sztandar na Zamku Królewskim w Warszawie. Zygmunt Zaremba, wybitny działacz PPS wspominał:

Myślę, że manifestacja ta zaważyła mocno na szali dalszych wydarzeń. Tego dnia Rada Regencyjna przekazała Piłsudskiemu zwierzchnią władzę nad swoją administracją, a Piłsudski zgodził się, że rekonstrukcje rządu przeprowadzi Daszyński.

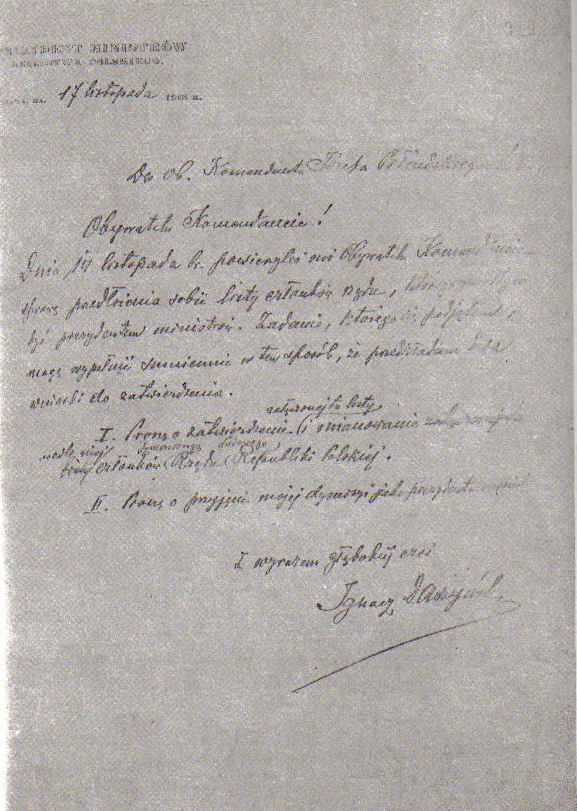
Rezygnacja Daszyńskiego z funkcji Premiera 17 listopada 1918 r.

Piłsudski 14 listopada powierzył Daszyńskiemu misję tworzenia rządu, podając w swoim dekrecie m.in., że:

Licząc się z potężnemi prądami, zwyciężającemi dzisiaj na Zachodzie i Wschodzie Europy, zdecydowałem się zamianować prezydentem gabinetu pana posła Ignacego Daszyńskiego, którego długoletnia praca patrjotyczna i społeczna daje mi gwarancję, że zdoła w zgodnej współpracy z wszystkiemi żywiołami przyczynić się do odbudowy dźwigającej się z gruzów Ojczyzny”.

Daszyński ustąpił 17 listopada wobec nieudanych negocjacji z przedstawicielami Narodowej Demokracji, zarazem ustąpił też urzędujący nadal Władysław Wróblewski i jego prowizorium rządowe. Na ich miejsce Piłsudski powołał 17 listopada Jędrzeja Moraczewskiego, któremu powierzył kierownictwo sformowanego przez Daszyńskiego rządu.

## Ocena rządu ludowego

### Przez ówczesnych polityków
Tomasz Nocznicki wykazując zrozumienie dla rewolucji w Rosji, podkreślał, że rząd ludowy „nie puścił [jej] do Polski. Nie puścił, choć nie miał siły fizycznej, armat, żołnierzy itd. Rząd ludowy na krawędzi ziemi polskiej jesienią 1918 r. postawił wielką ideę prawa. Rząd ludowy powiedział: Wybierzcie sobie Sejm, do tych wyborów macie wszyscy prawo”.

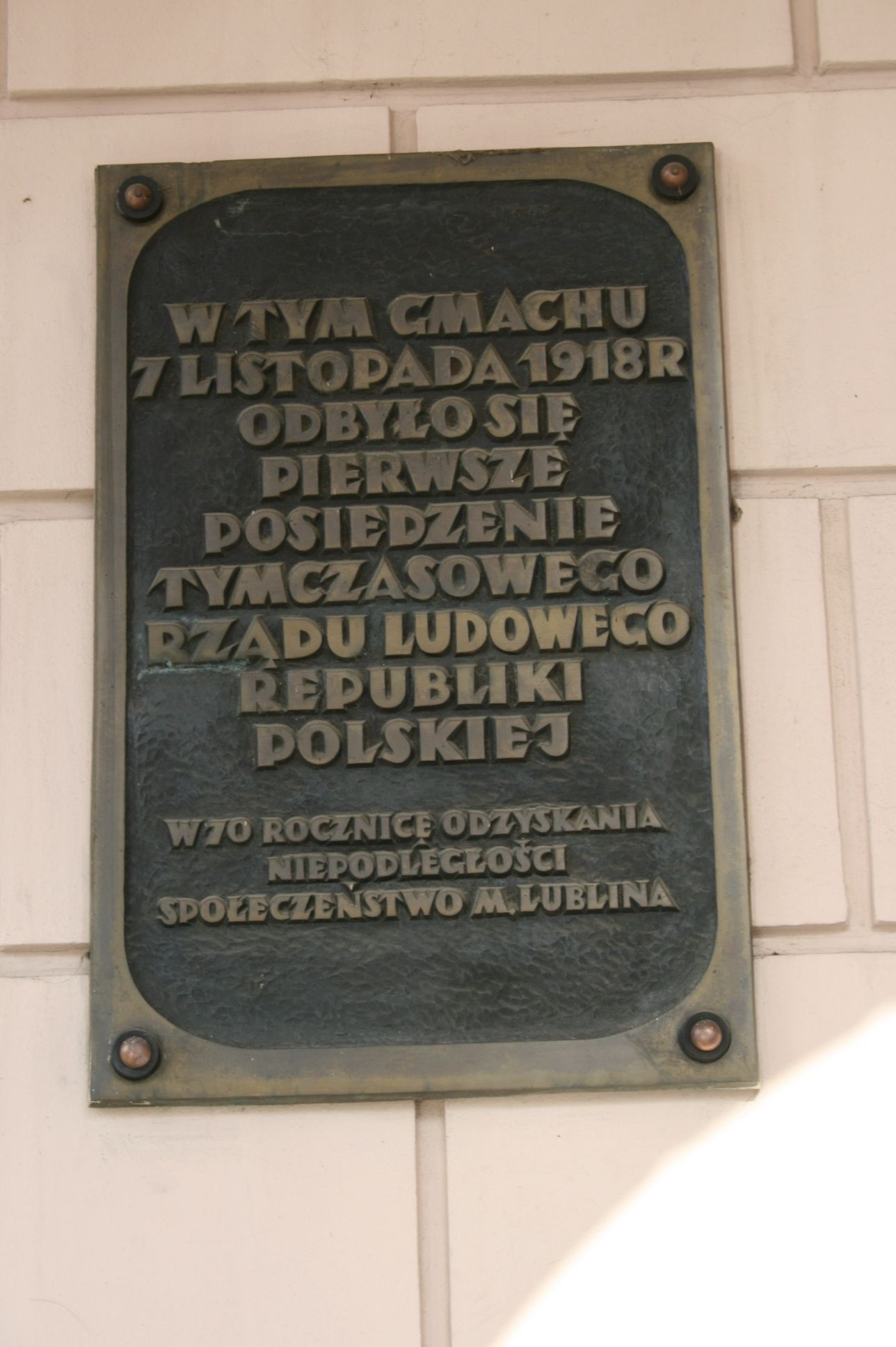
Tablica na budynku Muzeum Ziem Wschodnich Dawnej Rzeczypospolitej. W Lublinie istnieje również niewielki placyk im. Rządu Ludowego RP

Tymczasowy Rząd Ludowy Republiki Polskiej, pomimo dość epizodycznego charakteru uznawany jest za niezwykle ważny rozdział polskiej państwowości. Józef Piłsudski w odczycie w 1924 r. stwierdził

w wystąpieniach «rządu lubelskiego» jest nuta, której gdzie indziej nie ma. Nuta, która mówi o rządzie, a nie o współrządzić i dlatego jest to próba, która poszła najdalej i najsilniej w kierunku stania się rządem polskim. «Rząd lubelski» poszedł nawet tak daleko, że przedstawiał się jako rząd jedyny i żądał od wszystkich innych prób rządu, aby mu się poddały. To znaczy zrobił on pierwszą historyczną próbę zrobienia rządu jednolitego na całym obszarze Rzeczypospolitej, próbę która jednak historycznie nie dała rezultatu”.

Podkreślano również niezwykle postępowy charakter rządu, który z jednej strony nadał kierunek zmian społecznych, który został wykorzystany przez rząd Moraczewskiego, z drugiej zaś strony – jak napisał Mieczysław Niedziałkowski, działacz PPS, że:

W tym tragicznie trudnem położeniu Tymczasowy Rząd Ludowy w Lublinie przez fakt swojego powstania, przez swój Manifest, przez entuzjazm, który wywołał – skierował stanowczo, po męsku, nieodwołalnie, budownictwo państwowe na szlak demokracji, ściśle mówiąc demokracji parlamentarnej. W Lublinie, w dniu 7 listopada 1918 r. zadano cios śmiertelny komunizmowi w Polsce”.

Rząd Daszyńskiego był atakowany ideologicznie zarówno przez prawicę jak i organizacje rewolucyjne. Lubelski Komitet PPS-Lewicy określił, że „burżuazja całego świata chce utopić hasła rewolucji społecznej w nowym morzu krwi, w nowych walkach o poszczególne >ojczyzny<, gdzie mogłaby utrzymać władze w swoich rękach". Podobne stanowisko zajmowała Socjaldemokracja Królestwa Polskiego i Litwy, której Komitet Zagłębia Dąbrowskiego 7 listopada stwierdził „Czyż mało mieliśmy dotąd wyzysku, że mamy budować fundament burżuazyjnego państwa?”. SDKPiL oświadczała ponadto:

Towarzysze! Rząd ten powstał nie drogą rewolucji, nie z rąk zwycięskiego proletariatu otrzymał władzę, nie z upoważnienia Rady Delegatów Robotniczych, więc rządem ludowym nie jest!(...) zamiast ziemi i fabryk daje wam obiecanki, zamiast dyktatury proletariatu przyrzeka wam sejm burżuazyjny. (...) Niech żyje dyktatura proletariatu! (...) Niech żyje międzynarodowa rewolucja! Niech żyje socjalizm!”

Równie krytycznie o rządzie Daszyńskiego wypowiadał się w retrospekcji Adolf Warski,  jeden z czołowych teoretyków i działaczy SDKPiL i później KPRP:

Panowanie burżuazji obalone! Władza w rękach robotników i włościan! Ta formuła bolszewicka, o zrealizowanie której tyle lat krwawiła i krwawi nadal Rosja ludowa, o którą walczyła w trzech rewolucjach, w 1905-1906 r. w marcu i  listopadzie 1917 r., którą w niesłychanych mękach, z takim trudem w walce zbrojnej z całym światem burżuazyjnym urzeczywistnia przeszło półtora już roku Rosja Sowiecka – ta formula bolszewicka przyoblekla się nagle w ciało w ciągu jednej nocy, z 6 na 7 listopada, w Polsce. Bóg że to bolszewicki sprawił ten cud? Bynajmniej, sprawił go nie żaden bolszewik polski, lecz zakamieniały wróg bolszewizmu – Daszyński i towarzysze. Nie żaden śmiertelny wróg imperializmu, co „z królami nie wchodzi w aliansy”, lecz wczorajsi bohaterowie szlachecko-burżuazyjnego, cesarsko-królewskiego „Naczelnego Komitetu Narodowego” w Krakowie, wczorajsi pupile ck. austro-węgierskiego sztabu generalnego, których zasługi tylekroć podnosiła z wielkim uznaniem cała prasa Wiednia i Berlina, wczorajsi zwolennicy i obrońcy beselerowskiej Tymczasowej Rady Stanu, którzy posiadali w niej swoich, przez Beselera mianowanych ministrów i wiceministrów, wczorajsi piewcy aktu 5 listopada 1916 r., w którym dwaj wspaniałomyślni monarchowie „proklamowali” niepodległość Polski.

W 5 dni po ukonstytuowaniu się rządu Daszyńskiego „Głos Robotniczy” zamieścił korespondencję z Lublina, która w taki sposób określała stanowisko miejscowej organizacji PPS-Lewicy wobec nowoutworzonego rządu:

W stosunku do tzw. «rządu lubelskiego» PPS-Lewica zajmuje stanowisko nieufności. Zadanie Rady Delegatów powinno polegać, na razie przynajmniej, na roztoczeniu nad tym rządem kontroli i wywieraniu presji, aby przynajmniej dotrzymał swych obietnic

Ograniczając się do tej rezerwy lubelska organizacja PPS-Lewicy nie wysuwa pod adresem nowego rządu żadnych postulatów, nie przeciwstawia własnej koncepcji prawno-państwowej. Nie robi tego, gdyż i cała partia nie miała sprecyzowanej koncepcji w tej dziedzinie. Politycznym narzędziem walki o nowy ustrój w Polsce i równocześnie organem jego władzy miały być powstające wówczas masowo w kraju Rady Delegatów Robotniczych.
Zdecydowanie negatywnie o rządzie lubelskim wypowiedział się także przywódca PSL jakim był Wincenty Witos, w swych wspomnieniach napisał: „utworzenie tego rządu jest niesłychaną lekkomyślnością i błędem politycznym, graniczącym wprost z bardzo niepoważną awanturą, która powinna być jak najprędzej zlikwidowana...” O enuncjacjach tego rządu Witos wyraził się natomiast, że „przypominały żywcem jakieś manifesty studentów, nie zaś przedstawicieli wielkiego Narodu w chwilach tak poważnych...”
Po latach negatywnie oceniali rząd Daszyńskiego także niektórzy piłsudczycy. Bogusław Miedziński pisał w swych wspomnieniach: „Eksperyment lubelski – eksperyment ekskluzywnych rządów jednej tylko części narodu – od początku nie wróżył jednak powodzenia...”.

### Przez historyków
Według Kazimierza Sobczaka Tymczasowy Rząd Ludowy był pierwszym rządem o ambicjach ogólnonarodowych, a data 7 listopada stanowi ważną cezurę i symbolizuje początek odrodzonej państwowości polskiej, jako państwa republikańskiego.
Zygmunt Partyka, historyk zajmujący się dziejami II Rzeczypospolitej, tak ocenił rządy ludowe:

Niestabilność tworzącego się dopiero systemu politycznego Polski, jaka wystąpiła jesienią 1918 roku, była pochodną wielu czynników. „Wielka Wojna” zburzyła dotychczasowy porządek polityczny Europy. Przez Rosję przetoczyła się fala rewolucji i wojny domowej, upadły dwie wielkie monarchie: Niemiecka i Austro-Węgierska, na mapie politycznej pojawiły się nowe państwa, osłabła pozycja Francji, Stany Zjednoczone wkroczyły na arenę polityki międzynarodowej, skompromitowały się wielkie, nacjonalistyczne koncepcje inżynierii geopolitycznej. Reperkusje tych wydarzeń nie mogły ominąć Polski. Były one z jednej strony dobrodziejstwem, bo otworzyły drzwi ku niepodległości, z drugiej jednak rodziły szereg poważnych zagrożeń. Skutki każdej wojny najsilniej odczuwają tzw. masy, wszak to właśnie zwykli ludzie w wyniku zawirowań historii tracą swoje domy, majątki, rodziny. Czy można się więc dziwić, że pochodną globalnego konfliktu była radykalizacja niektórych grup społecznych i rodzący się z owej radykalizacji chaos polityczny? Czy można się dziwić, że po upadku starych struktur i mechanizmów władzy powstawały nowe ośrodki decyzyjne uzurpujące sobie prawo do kreowania polityki? Niektóre z nich, choćby te powstające na szczeblu lokalnym, odegrały pozytywną rolę – ktoś musiał przecież zajmować się tak prozaicznymi sprawami, jak naprawa i utrzymanie wodociągów, dróg, elektrowni czy kanalizacji. Były jednak i takie ośrodki władcze, które stanowiły realne zagrożenie dla odradzającego się państwa, że wspomnę choćby bolszewizujące rady delegatów robotniczych występujące w roli kontrwładzy państwa polskiego. Daszyński musiał dokonać swoistego uporządkowania życia politycznego, co nie było zadaniem prostym. Patrząc z perspektywy czasu można powiedzieć, że działalność rządu lubelskiego, rządu, który notabene w listopadzie 1918 roku stanowił dla Piłsudskiego mocne oparcie, była koniecznością. Nie zmienia to faktu, że Polska z socjalistami u steru władzy nie utrzymałaby się długo. Po pierwsze dlatego, że w zachodniej Europie nie było miejsca na czerwony rząd, po drugie ze względu na potężne konflikty polityczne, jakie niechybnie trawiłyby socjalistyczną Rzeczpospolitą. Nieubłagana logika ówczesnych wydarzeń była taka, że polscy socjaliści albo musieli „zburżuazyjnieć” to znaczy m.in. uznać mechanizmy demokracji z prawem własności, albo przejść na stronę Kraju Rad.

## Tradycje
W okresie międzywojennym Polska Partia Socjalistyczna i Polskie Stronnictwo Ludowe „Wyzwolenie” kultywowały legendę rządu lubelskiego, jako pierwszego rządu ludowo-robotniczego. Do roku 1937 PPS świętowała rocznicę Niepodległości 7 listopada.
Do postanowień Manifestu ogłaszającego powstanie Rządu Ludowego PSL „Wyzwolenie” wracało wielokrotnie zarówno w swych założeniach programowych, jak i praktyce politycznego działania. Nie ukrywało też dumy z udziału w tworzeniu rządu ludowego. Nigdy też, w żadnym z dwu pozostałych gabinetów, w których uczestniczyło, nie miało już tak znacznego udziału. Przywódcy PSL „Wyzwolenie” szczycili się tym, że rząd lubelski z jednej strony zapobiegł przejęciu władzy przez siły konserwatywne, a z drugiej uchronił Polskę od ewentualnej rewolucji społecznej. Stronnictwo dążyło do realizacji programu rządu lubelskiego, uznając zawarte w nim hasła za platformę tworzącą warunki do dalszej walki politycznej o udział w rządach nowotworzonego państwa.
Tradycje rządu ludowego były szczególnie silne w czasie II wojny światowej. 7 listopada 1940 r. podziemna Polska Partia Socjalistyczna występująca pod kryptonimem „WRN” wydała odezwę w 22. rocznicę Niepodległości i pierwszego rządu ludowego. Czytamy w niej:

22 lata temu, na uwolnionej od najeźdźców ziemi polskiej powstał Pierwszy rząd Niepodległej Polski. Jest to właściwa data odrodzenia państwa polskiego. Pomijano ją jednak w życiu państwa i zastąpiono wbrew faktom historycznym datą 11 listopada – oficjalnego święta Niepodległości. Gdy wmyślamy się w dzieje odrodzenia Polski i czytamy Manifest Pierwszego Rządu Ludowego, łatwo zrozumiemy dlaczego rządzące sfery Polski starały się w cień właściwą rocznicę Niepodległości i możliwie wykreślić z kalendarza wspomnień tę datę, upamiętniającą fakt odbudowania Polski przez czyn zorganizowanych robotników i chłopów.(...) W ciągu dwudziestu lat istnienia odrodzonego państwa polskiego reakcja zahamowała dzieło Rządu Ludowego, a następnie oddała kraj w ręce klik biurokratycznych-militarnych, butnych i bezwzględnych wobec mas pracujących, potulnych zaś i gotowych do wszelkiej wysługi dla posiadaczy. Ze szlaku głębokiego postępu i wyzwolenia potężnych sił drzemiących w narodzie polskim, ze szlaku który otworzył przed Polską rząd Ludowy zostaliśmy zepchnięci i doprowadzeni aż do wrześniowej katastrofy. I znów trzeba dźwignąć Polskę ofiarnym wysiłkiem mas ludowych. Wśród czarnych dni rozdarcia przez jej wrogów i wyrafinowanych okrucieństw okupantów, podjął więc Lud Polski znowu swoją pracę i walkę. Ani masowe egzekucje, ani wysyłka na Sybir czy w głąb Niemiec, ani katownie obozów koncentracyjnych zapełnione dziesiątkami tysięcy ofiar nie załamią Ludu Polskiego. Walczymy, wierząc w zwycięstwo i że nie będzie ono jak przed dwudziestu laty krótkotrwale.

Do tradycji rządu ludowego usiłowała się również przyznawać Polska Partia Robotnicza. Na spotkaniu 1 stycznia 1944 uznanym później za zebranie założycielskie Krajowej Rady Narodowej Bolesław Bierut w wygłoszonym przemówieniu stwierdził:

Po raz pierwszy w historii naszego narodu decyzja ta przybiera tak konkretnie realny i organizacyjnie bezpośredni charakter. Poprzedzająca ją i podjęta w innych warunkach inicjatywa powołania w listopadzie 1918 r. Rządu Ludowego w Lublinie rozbiła się w samym zarodku bynajmniej nie wskutek bezpodstawności jej założeń, lecz na odwrót – wskutek braku zdecydowanej woli jej realizacji. Od tej pory Naród polski ma za sobą 25-letnie doświadczenie ciężkich krzywd i katastrofalnych skutków wynikających z pogwałcenia i systematycznej likwidacji zasad demokratycznych przez rządy elitarno-reakcyjne.

Wytłuszczone zdania nie znalazły się już w tym dokumencie publikowanym w 1952 w zbiorze „W dziesiątą rocznicę powstania Polskiej Partii Robotniczej (Materiały i dokumenty) styczeń 1942−grudzień 1948 r.”, Książka i Wiedza, Warszawa 1952.
Polski Komitet Wyzwolenia Narodowego także podjął, a PPR w październiku 1944 r. poparła inicjatywę PPS i SL zorganizowania obchodów rocznicy proklamowania rządu lubelskiego w 1918 r. W Lublinie odbyła się z tej okazji uroczysta akademia. Tu jednak eksponowano już nieco inne treści ideologiczne, komuniści ukazywać chcieli różnicę między sytuacją obecną a ówczesną; podkreślano, że:

 „Dziś demokracja nie popełni błędu rządu lubelskiego. Wojsko i Milicja Obywatelska są w rękach szczerych demokratów i nigdy więcej nie będą narzędziem pułkownikowskich czy generalskich klik. PKWN realizuje reformę rolną, oddaje chłopu pańską ziemię. Tym razem reakcja nie wróci do władzy”.

W pięćdziesiątą rocznicę powstania Tymczasowego Rządu Ludowego Republiki Polskiej premier rządu Polskiej Rzeczypospolitej Ludowej mówił:

Z całą świadomością przyjęliśmy w 1944 r., kiedy po raz drugi w tym samym mieście przyszło budować zręby państwowości polskiej, szereg reform i haseł nakreślonych i ustanowionych przez pierwszy rząd lubelski. To przecież z roku 1918 wywodzą się takie powszechnie u nas przyjęte symbole, jak Orzeł bez korony w herbie państwa, jak nazwa i struktura Milicji Obywatelskiej, a nawet wprowadzony już przed 50 laty zwrot <<obywatelu>>, datujący się jeszcze z czasów kościuszkowskich. Nie o formy tylko, rzecz jasna chodziło. Podjęliśmy z manifestu rządu lubelskiego te punkty przemian burżuazyjno-demokratycznych, bez których urzeczywistnienia nie można by było przystąpić do realizacji programu przemian socjalistycznych. Podjęliśmy i zrealizowaliśmy..

Pierwsze artykułu historyczne o rządzie ludowym pojawiły się dopiero po 1956 (m.in. artykuł Andrzeja Ajnenkiela w „Kwartalniku Historycznym” z 1958). Jednak w PRL ani też w okresie III Rzeczypospolitej nie był żaden sposób eksponowany. Jedynie w Lublinie kultywuje się pamięć rządu. W 1988 zawieszona została tablica pamiątkowa, przed którą w dniu 11 listopada władze składają kwiaty, zaś obecnie w 90 rocznicę Ośrodek „Brama Grodzka – Teatr NN” wraz Zakładem Praw Człowieka Wydziału Politologii UMCS oraz Stowarzyszeniem Homo Faber organizują wspólnie z lubelską młodzieżą przygotowanie szeregu wydarzeń, które w niecodzienny sposób opowiedzą historię Lublina z 1918.